# 印度尼西亞駐泰國大使館
印度尼西亞駐泰國大使館（縮寫），是印度尼西亞共和國（印尼）派在泰王國的最高外交代表機構，同時兼作該國對聯合國亞洲及太平洋經濟社會委員會的常駐代表處，館址位於曼谷拉差貼威縣內的碧武里路600-602號。印尼自荷屬東印度時代的1947年起即已新闢駐泰辦事處，當其宣布建國後，又先後於1949年和1956年將駐館級別昇為公使館和大使館，並與泰國南部地區的駐宋卡總領事館並列印尼在泰兩大使領館。

## 歷史

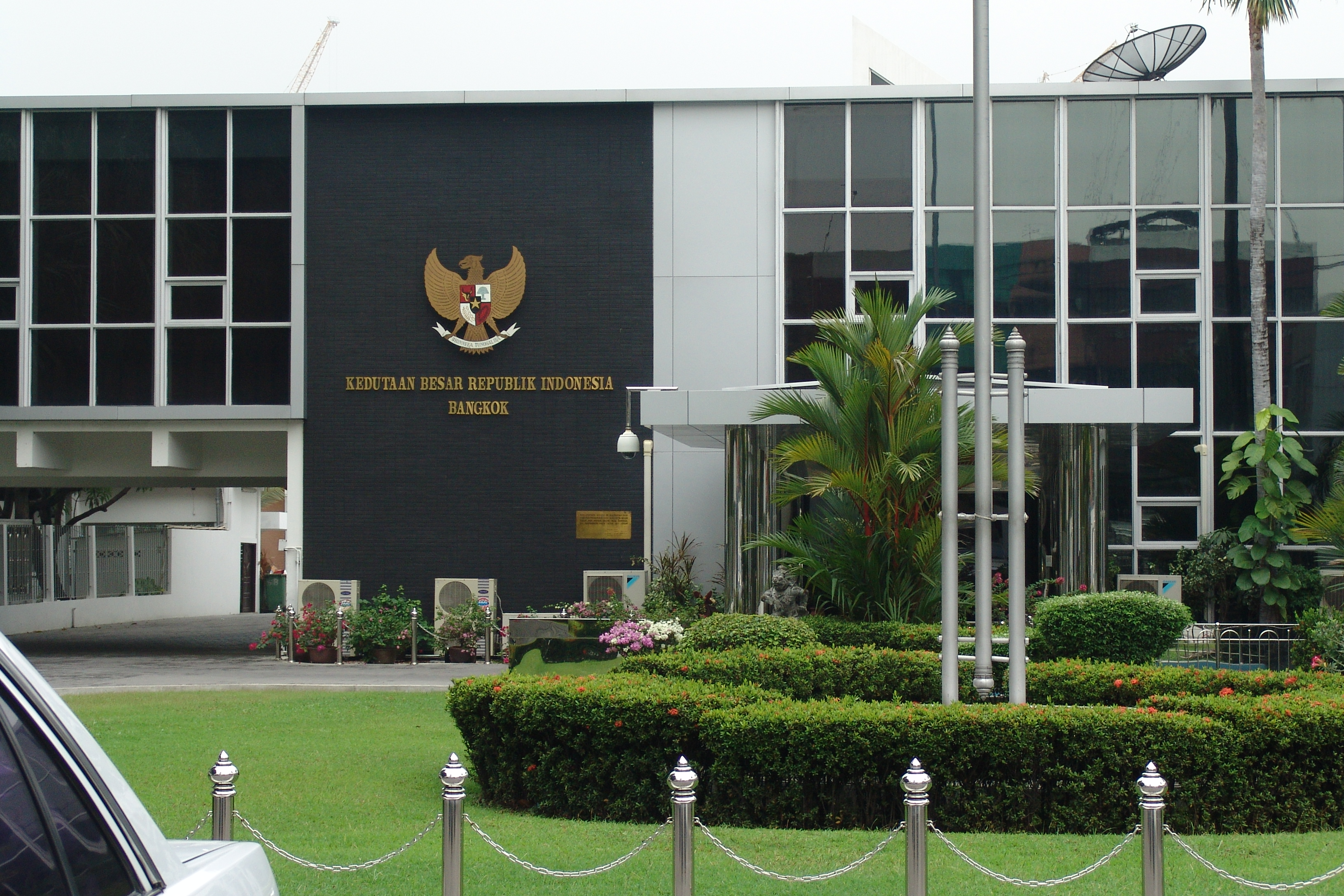
印尼駐泰國大使館主樓

印尼最早的駐泰機構可追溯至建國之前的荷屬東印度時期，即1947年於曼谷開設的印尼辦事處（Indonesian Office；），處址設於是隆路旁的巷內，由伊扎克·馬迪（Izak Mahdi）出任第一代處長。印尼獨立革命期間的該辦事處曾作為獨立鬥爭活動的總部，亞當·馬力克（印尼前副總統）等獨立派人士亦曾在此居住、聚會。印尼宣告獨立、脫離荷蘭殖民後的1949年12月27日，更有1,000多名在泰印尼人聚集到辦事處、迎接荷蘭對新成立之印尼共和國進行的主權移交。
同在1949年，印尼駐泰辦事處的位階昇格為公使館，接著自1950年1月起遷到離原址不遠的是隆路349號內運作，而當馬迪為了印尼駐中華人民共和國代表處的開館事宜、於同年調赴北京之後，該館遂由馬利庫斯瓦里·穆赫塔·普拉布內加拉（Malikuswari Muchtar Prabunegara）接替馬迪主持館務。1950年3月7日印尼－泰國正式建立外交關係，印尼駐泰使館則從1952年開始正式搬進碧武里路600-602號的現址辦公，而印尼政府也在該年2月23日對泰國首設「印尼共和國大使」（Duta Besar RI）職位，亦替其購買了官邸用地。
1956年1月1日起，印尼駐泰使館進一步昇級成大使館規格，並在1962年1月9日展開新館建築的施工，由時任印尼駐泰大使馬斯·伊斯曼在奠基儀式上舖下第一塊基石、象徵開工。至9月竣工為止，大使館方面曾暫租披耶泰路75號做為臨時辦事處。落成後的使館建築群內除了各科組的辦公室、大使寓所、會客室、體育館、網球場、圖書館等設施外，1962年10月6日由大使館創辦的曼谷印尼學校也同樣位於碧武里路上的大使館地產之內。1993年印尼－馬來西亞－泰國增長三角區組成之後，印尼又以此為背景，在該經濟合作區域所涵蓋的泰國南部14府內設置曼谷大使館外的另一座駐泰機構——印尼駐宋卡總領事館。